# Piper edurum
Piper edurum är en pepparväxtart som beskrevs av William Trelease. Piper edurum ingår i släktet Piper och familjen pepparväxter. Inga underarter finns listade i Catalogue of Life.